# Гараев, Вагиф Мамедвели оглы
Ваги́ф Мамедвели́ оглы́ Гара́ев (азерб.  Vaqif Məmmədvəli oğlu Qarayev, 24 января 1955 — 20 февраля 2021) — российский дипломат. Чрезвычайный и полномочный посланник 1 класса (2015).

## Биография
Окончил Московский государственный институт международных отношений (МГИМО) МИД СССР (1978) и Высшие дипломатические курсы при Дипломатической академии МИД России (1997). Владел арабским, французским, азербайджанским, турецким и армянским языками. На дипломатической работе с 1978 года.
- В 1994—1999 годах — начальник отдела Консульского департамента МИД России.
- В 1999—2003 годах — генеральный консул России в Алеппо (Сирия).
- В 2004—2007 годах — главный советник Департамента Ближнего Востока и Северной Африки МИД России.
- В 2007—2011 годах — генеральный консул России в Эрбиле (Ирак).
- В 2011—2014 годах — генеральный консул России в Басре (Ирак).
- С 29 декабря 2014 по 19 сентября 2018 года — чрезвычайный и полномочный посол Российской Федерации в Бахрейне[3][4].

## Дипломатический ранг
- Чрезвычайный и полномочный посланник 2 класса (15 января 2002)[5].
- Чрезвычайный и полномочный посланник 1 класса (21 июля 2015)[6]